# Prêmio Golden Brain
O Prêmio Golden Brain (em inglês:  Golden Brain Award, literalmente Prêmio Cérebro de Ouro) é um prêmio científico internacional na área de neurociência. É concedido anualmente desde 1985 pela Fundação Minerva, sediada em Berkeley, Califórnia. A fundação visa especificamente contribuições fundamentais em pesquisas sobre visão e o encéfalo. O prêmio é entregue geralmente em Berkeley, no encontro anual da Society for Neuroscience.

## Recipientes
Source: Minerva Foundation
| Ano  | Recipiente             | Instituto                                                          | País                 |
| ---- | ---------------------- | ------------------------------------------------------------------ | -------------------- |
| 1985 | Semir Zeki             | University College London, Londres                                 | Reino Unido          |
| 1986 | Gian F. Poggio         | Johns Hopkins School of Medicine, Baltimore                        | Estados Unidos       |
| 1987 | David Sparks           | Baylor College of Medicine, Houston, Texas                         | Estados Unidos       |
| 1988 | Denis Baylor           | Universidade Stanford, Stanford, Califórnia                        | Estados Unidos       |
| 1989 | Jeremy Nathans         | Johns Hopkins School of Medicine, Baltimore                        | Estados Unidos       |
| 1990 | John Allman            | Instituto de Tecnologia da Califórnia, Pasadena                    | Estados Unidos       |
| 1991 | Robert Wurtz           | National Eye Institute, Bethesda, Maryland                         | Estados Unidos       |
| 1992 | William Newsome        | Universidade Stanford, Stanford, Califórnia                        | Estados Unidos       |
| 1993 | Rudiger von der Heydt  | Johns Hopkins School of Medicine, Baltimore                        | Estados Unidos       |
| 1994 | Robert Desimone        | Instituto Nacional de Saúde Mental, Bethesda, Maryland             | Estados Unidos       |
| 1995 | António Damásio        | Universidade de Iowa, Iowa City                                    | Estados Unidos       |
| 1996 | Anne Treisman          | Universidade de Princeton, Nova Jérsei                             | Estados Unidos       |
| 1997 | Claudio Galletti       | Universidade de Bolonha, Bolonha                                   | Itália               |
| 1998 | Heinz Wassle           | Instituto Max Planck de Pesquisa do Cérebro, Frankfurt am Main     | Alemanha             |
| 1999 | Nikos Logothetis       | Instituto Max Planck de Cibernética Biológica, Tübingen            | Alemanha             |
| 2000 | Frederick Miles        | National Eye Institute, Bethesda, Maryland                         | Estados Unidos       |
| 2001 | David Perrett          | Universidade de St Andrews, St. Andrews                            | Escócia, Reino Unido |
| 2002 | Wolfram Schultz        | Universidade de Cambridge, Cambridge                               | Reino Unido          |
| 2003 | Karl Friston           | University College London, Londres                                 | Reino Unido          |
| 2004 | Atsushi Iriki          | Tokyo Medical and Dental University, Bunkyō, Tóquio                | Japão                |
| 2005 | Markus Meister         | Universidade Harvard, Cambridge, Massachusetts                     | Estados Unidos       |
| 2006 | Raymond Joseph Dolan   | University College London, Londres                                 | Reino Unido          |
| 2007 | Nancy Kanwisher        | Instituto de Tecnologia de Massachusetts, Cambridge, Massachusetts | Estados Unidos       |
| 2008 | Larry Young            | Universidade Emory, Atlanta, Geórgia                               | Estados Unidos       |
| 2009 | Karl Deisseroth        | Universidade Stanford, Stanford, Califórnia                        | Estados Unidos       |
| 2010 | Daniel Wolpert         | Universidade de Cambridge, Cambridge                               | Reino Unido          |
| 2011 | Leslie Ungerleider     | Instituto Nacional de Saúde Mental, Bethesda, Maryland             | Estados Unidos       |
| 2012 | Michael Shadlen        | Universidade Columbia, Nova Iorque                                 | Estados Unidos       |
| 2013 | Joseph Anthony Movshon | Universidade de Nova Iorque, Nova Iorque                           | Estados Unidos       |
| 2014 | Doris Tsao             | Instituto de Tecnologia da Califórnia, Pasadena                    | Estados Unidos       |
| 2015 | Okihide Hikosaka       | National Eye Institute                                             | Estados Unidos       |
| 2016 | Eero Simoncelli        | Universidade de Nova Iorque, Nova Iorque                           | Estados Unidos       |
| 2017 | Ken Nakayama           | Harvard University                                                 | Estados Unidos       |
| 2018 | Winrich Freiwald       | Rockefeller University                                             | Estados Unidos       |
| 2019 | Michael Goldberg       | Columbia University                                                | Estados Unidos       |
| 2020 | John Maunsell          | University of Chicago                                              | Estados Unidos       |
| 2021 | Tirin Moore            | Stanford University                                                | Estados Unidos       |
| 2022 | Margaret Livingstone   | Harvard University                                                 | Estados Unidos       |
| 2023 | Stephen Lisberger      | Duke University                                                    | Estados Unidos       |